# Бот, Рене
Рене Бот (нидерл. René Bot; 6 ноября 1978, Велзен, Нидерланды) — нидерландский футболист, выступавший на позиции защитника.

## Биография
Он начал свою карьеру в «Фейеноорд», но провёл лишь шесть матчей в основной команде. После двух лет проведенных в клубе, Бот в 1999 году присоединился к «Де Графсхапу» и был частью команды на протяжении более десяти лет. Неуступчивый защитник, Бот стал культовым героем в клубе из-за своего жесткого стиля игры и верности клубу. Он завершил свою профессиональную карьеру в клубе АГОВВ, выступающем в Первом дивизионе. Из-за тяжелейшей травмы, он провёл только одиннадцать матчей в течение двух лет. Позже он играл за любительскую команду «Пресикхааф».

## Личная жизнь
Бот женат на турчанке, принял ислам. С декабря 2014 года Бот работает в муниципалитете Дутинхема.